# Fritz Steppat
Fritz Steppat (* 24. Juni 1923 in Chemnitz; † 7. August 2006 in Berlin) war ein deutscher Islamwissenschaftler. Er gehört zu den Vertretern einer gegenwartsbezogenen, interdisziplinären und praxisorientierten Orientforschung in der Bundesrepublik Deutschland.

## Leben
Nach Schriftsetzerlehre und Arabischstudium an der Friedrich-Wilhelms-Universität Berlin (1940–1941) wurde er dienstverpflichtet. Er trat mit neunzehn Jahren der NSDAP bei. Nach dem Zweiten Weltkrieg arbeitete er zunächst als freier Journalist (u. a. für das Europa-Archiv), dann als Auslandsredakteur der Münchner Neuen Zeitung (1948–1949) und des Münchner Merkur (1949–1951). 1952 begann er ein Promotionsstudium an der Freien Universität Berlin, das er 1954 mit seiner Dissertation über Nationalismus und Islam bei Mustafa Kamil abschloss.
Von 1955 bis 1959 baute er als Gründungsdirektor das Kairoer Goethe-Institut auf. Von 1959 bis 1963 war er Wissenschaftlicher Assistent am Religionswissenschaftlichen Institut der Freien Universität Berlin, um dann, von 1963 bis 1968, die Leitung des Orient-Instituts Beirut der Deutschen Morgenländischen Gesellschaft zu übernehmen. Von 1969 bis 1988 war er ordentlicher Professor für Islamwissenschaft an der Freien Universität Berlin. Er war maßgeblich daran beteiligt, dass 1980 mit Mitteln der Stiftung Volkswagenwerk die Voraussetzungen für die Errichtung eines interdisziplinären Schwerpunkts „Moderner Vorderer Orient“ an dieser Universität geschaffen wurden.
Seine private Forschungsbibliothek steht seit 1998 im Zentrum Moderner Orient in Nikolassee.

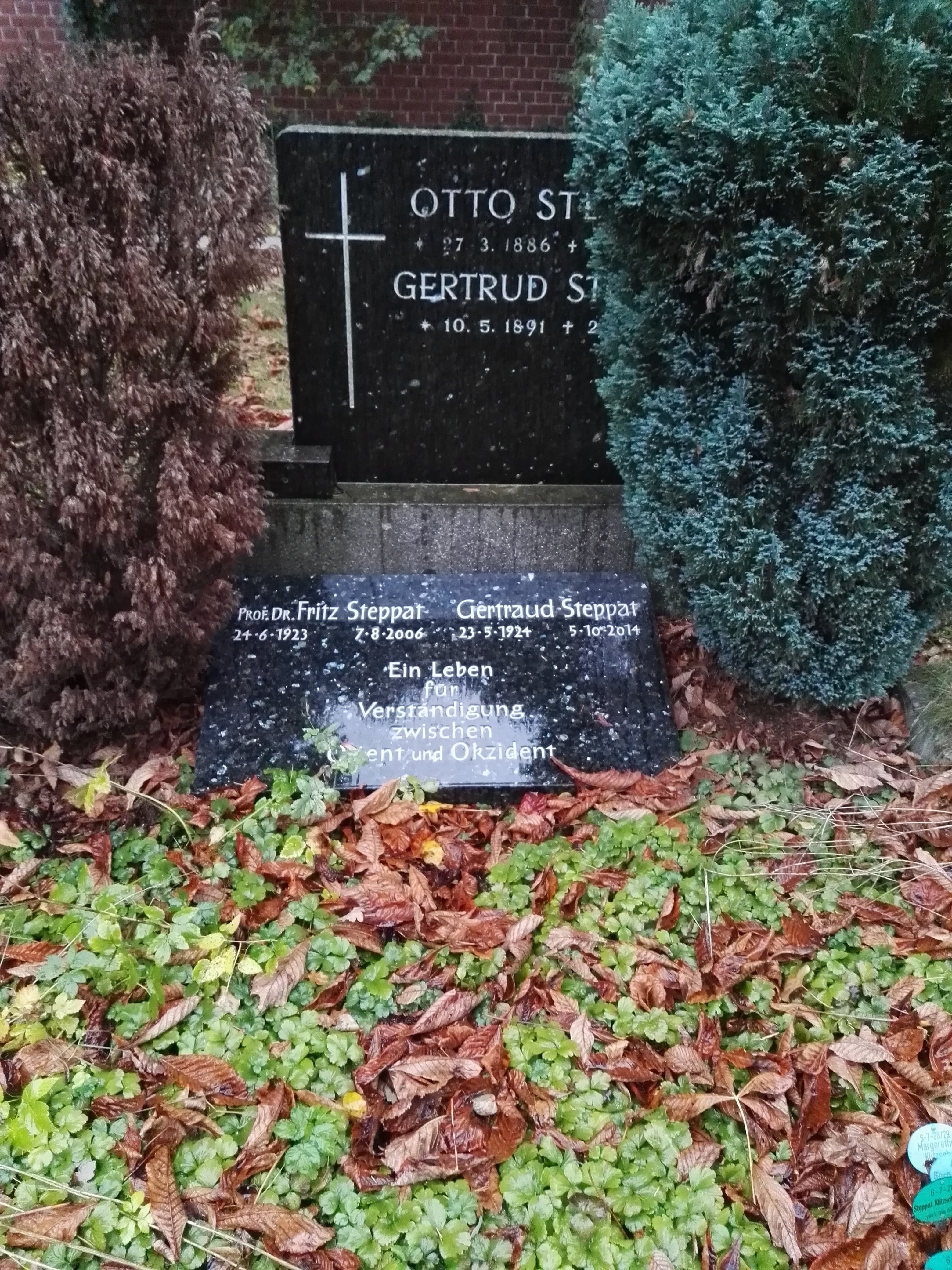
Grabstätte

Er ist auf dem Dom-Friedhof II in Berlin-Mitte bestattet.

## Schriften (Auswahl)
- Nationalismus und Islam bei Mustafa Kamil. Ein Beitrag zur Ideengeschichte der ägyptischen Nationalbewegung. In: Die Welt des Islams. Bd. 4, H. 4, 1956, S. 241–341, doi:10.1163/157006056X00019.
- Islam als Partner. Islamkundliche Aufsätze 1944–1996 (= Beiruter Texte und Studien. Bd. 78). Ergon, Würzburg 2001, ISBN 3-89913-076-6.